# Βヘリックス

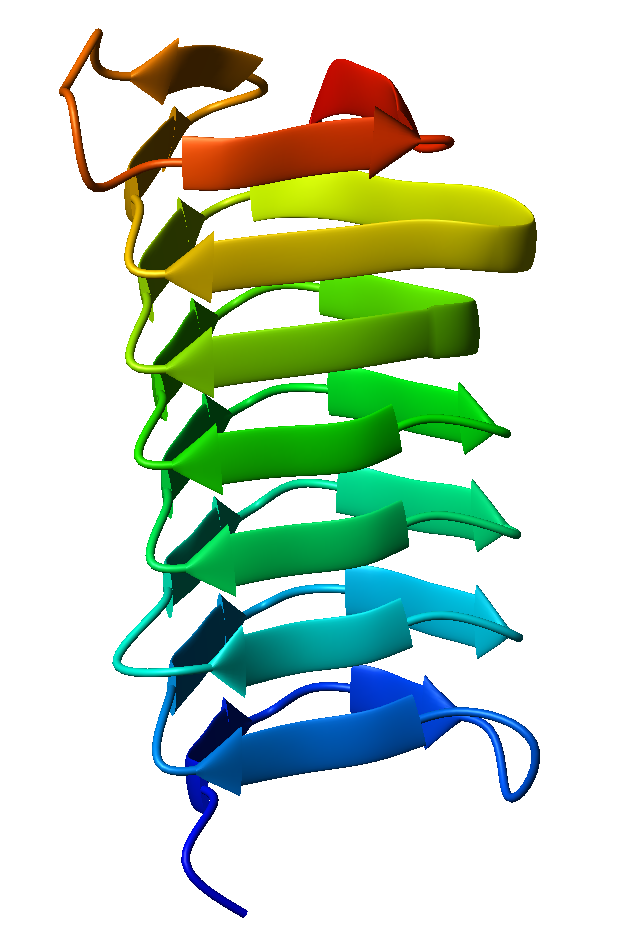
一本鎖左巻きの、トウヒノシントメハマキの不凍液タンパク質

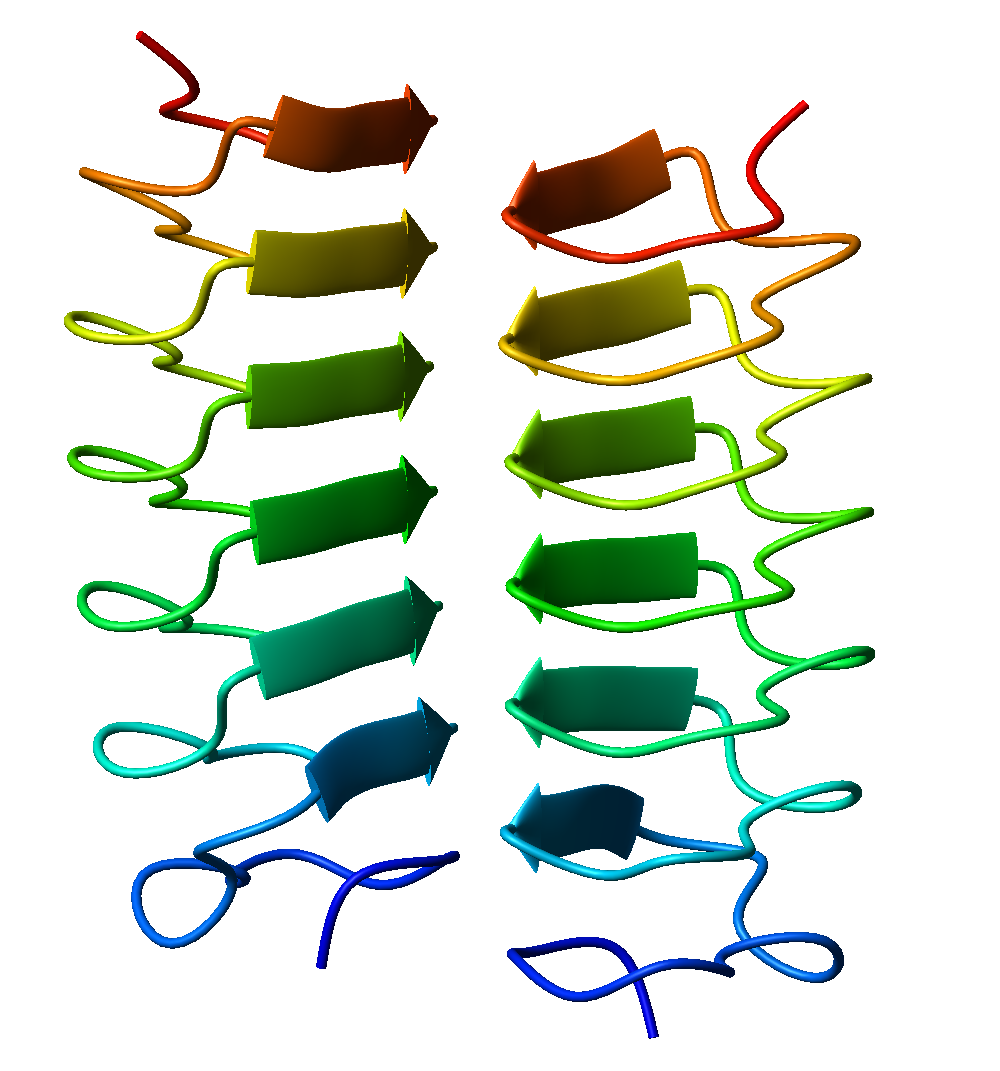
二本鎖右巻きの、ミールワーム不凍液タンパク質

βヘリックス（ベータヘリックス）は、2つ若しくは3つの平行βシートがらせん状になった、タンパク質の二次構造のひとつである。この構造はヘリックス内の水素結合、タンパク質間相互作用、金属イオンの結合などによって安定化される。

## 二本鎖らせん構造
最も単純な構造のβヘリックスは、2層のβシートをグリシンに富む6残基のループで繋いだものである。ループにはカルシウムイオンを結合するためのアスパラギン酸残基が必ず含まれる。

## 三本鎖らせん構造
三本鎖らせん構造は歪んだ三角柱を形成し、それぞれの面はヘリックス内水素結合に対し平行になっている。3つのシートのうち繰り返しモチーフを含む1つは、二本鎖らせんを作る他の2つに対して曲がっているように見える。ループで繋がった他の2つのシートは任意の長さを持ち別のドメインを持つこともある。右巻きのものにも左巻きのものも、特徴的な6残基の繰り返し配列を持っている。三本鎖構造は二本鎖構造よりかなり長いことが知られている。
βヘリックスはペクチン酸リアーゼを構成するものが最初に発見された。これは7残基で1回転し、1回転当たり34Å進むものだった。またP22ファージは、13残基で1回転し、1回転当たり200Å進むβヘリックス構造を持つ。この内部には核がなく密に詰まっていて、疎水残基と荷電残基が塩橋によって中和されている。
ペクチン酸リアーゼもP22ファージのタンパク質も右巻きであり、左巻きのものはUDP-N-アセチルグルコサミンアシルトランスフェラーゼや古細菌の炭酸脱水酵素などの酵素に見られる。他にβヘリックス構造を持つタンパク質としては、ミールワームやトウヒノシントメハマキの不凍液タンパク質などが知られ、このタンパク質ではβヘリックス中のトレオニンが氷の表面に結合し、結晶の成長を妨げている。